# Lista de regiões geográficas intermediárias e imediatas do Piauí

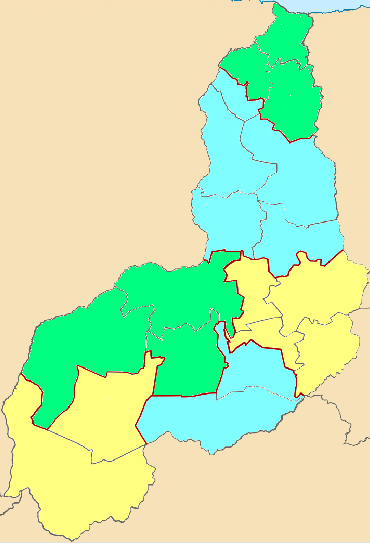
Divisão das regiões intermediárias em vermelho e das imediatas em cinza no Piauí

Esta é a lista de regiões geográficas intermediárias e imediatas do Piauí, estado brasileiro da Região Nordeste do país. O Piauí é composto por 224 municípios, que estão distribuídos em 19 regiões geográficas imediatas, que por sua vez estão agrupadas em seis regiões geográficas intermediárias, segundo a divisão do Instituto Brasileiro de Geografia e Estatística (IBGE) vigente desde 2017. A primeira seção aborda as regiões geográficas intermediárias e suas respectivas regiões imediatas integrantes, enquanto que a segunda trata das regiões geográficas imediatas e seus respectivos municípios, divididas por regiões intermediárias e ordenadas pela codificação do IBGE.
As regiões geográficas intermediárias foram apresentadas em 2017, com a atualização da divisão regional do Brasil, e correspondem a uma revisão das antigas mesorregiões, que estavam em vigor desde a divisão de 1989. As regiões geográficas imediatas, por sua vez, substituíram as microrregiões. Na divisão vigente até 2017, os municípios do estado estavam distribuídos em 15 microrregiões e quatro mesorregiões, segundo o IBGE.

## Regiões geográficas intermediárias
| Região geográfica intermediária | Código | Número de municípios | Regiões geográficas imediatas    | Código | Número de municípios |
| ------------------------------- | ------ | -------------------- | -------------------------------- | ------ | -------------------- |
| Teresina                        | 2201   | 65                   | Teresina                         | 220001 | 16                   |
| Teresina                        | 2201   | 65                   | Amarante-Água Branca-Regeneração | 220002 | 22                   |
| Teresina                        | 2201   | 65                   | Campo Maior                      | 220003 | 12                   |
| Teresina                        | 2201   | 65                   | Valença do Piauí                 | 220004 | 9                    |
| Teresina                        | 2201   | 65                   | Barras                           | 220005 | 6                    |
| Parnaíba                        | 2202   | 30                   | Parnaíba                         | 220006 | 11                   |
| Parnaíba                        | 2202   | 30                   | Piripiri                         | 220007 | 10                   |
| Parnaíba                        | 2202   | 30                   | Esperantina                      | 220008 | 9                    |
| Picos                           | 2203   | 58                   | Picos                            | 220009 | 33                   |
| Picos                           | 2203   | 58                   | Paulistana                       | 220010 | 9                    |
| Picos                           | 2203   | 58                   | Oeiras                           | 220011 | 9                    |
| Picos                           | 2203   | 58                   | Simplício Mendes                 | 220012 | 7                    |
| São Raimundo Nonato             | 2204   | 21                   | São Raimundo Nonato              | 220013 | 13                   |
| São Raimundo Nonato             | 2204   | 21                   | São João do Piauí                | 220014 | 8                    |
| Corrente-Bom Jesus              | 2205   | 22                   | Corrente                         | 220015 | 14                   |
| Corrente-Bom Jesus              | 2205   | 22                   | Bom Jesus                        | 220016 | 8                    |
| Floriano                        | 2206   | 28                   | Floriano                         | 220017 | 13                   |
| Floriano                        | 2206   | 28                   | Uruçuí                           | 220018 | 7                    |
| Floriano                        | 2206   | 28                   | Canto do Buriti                  | 220019 | 8                    |

## Regiões geográficas imediatas por regiões intermediárias

### Teresina
| Região geográfica imediata        | Código | Municípios                 |
| --------------------------------- | ------ | -------------------------- |
| Teresina                          | 220001 | Alto Longá                 |
| Teresina                          | 220001 | Altos                      |
| Teresina                          | 220001 | Beneditinos                |
| Teresina                          | 220001 | Coivaras                   |
| Teresina                          | 220001 | Curralinhos                |
| Teresina                          | 220001 | Demerval Lobão             |
| Teresina                          | 220001 | José de Freitas            |
| Teresina                          | 220001 | Lagoa Alegre               |
| Teresina                          | 220001 | Lagoa do Piauí             |
| Teresina                          | 220001 | Miguel Alves               |
| Teresina                          | 220001 | Monsenhor Gil              |
| Teresina                          | 220001 | Nazária                    |
| Teresina                          | 220001 | Novo Santo Antônio         |
| Teresina                          | 220001 | Pau d'Arco do Piauí        |
| Teresina                          | 220001 | Teresina                   |
| Teresina                          | 220001 | União                      |
| Amarante-Água Branca- Regeneração | 220002 | Agricolândia               |
| Amarante-Água Branca- Regeneração | 220002 | Água Branca                |
| Amarante-Água Branca- Regeneração | 220002 | Amarante                   |
| Amarante-Água Branca- Regeneração | 220002 | Angical do Piauí           |
| Amarante-Água Branca- Regeneração | 220002 | Barro Duro                 |
| Amarante-Água Branca- Regeneração | 220002 | Elesbão Veloso             |
| Amarante-Água Branca- Regeneração | 220002 | Francinópolis              |
| Amarante-Água Branca- Regeneração | 220002 | Hugo Napoleão              |
| Amarante-Água Branca- Regeneração | 220002 | Jardim do Mulato           |
| Amarante-Água Branca- Regeneração | 220002 | Lagoinha do Piauí          |
| Amarante-Água Branca- Regeneração | 220002 | Miguel Leão                |
| Amarante-Água Branca- Regeneração | 220002 | Olho d'Água do Piauí       |
| Amarante-Água Branca- Regeneração | 220002 | Palmeirais                 |
| Amarante-Água Branca- Regeneração | 220002 | Passagem Franca do Piauí   |
| Amarante-Água Branca- Regeneração | 220002 | Prata do Piauí             |
| Amarante-Água Branca- Regeneração | 220002 | Regeneração                |
| Amarante-Água Branca- Regeneração | 220002 | Santo Antônio dos Milagres |
| Amarante-Água Branca- Regeneração | 220002 | São Félix do Piauí         |
| Amarante-Água Branca- Regeneração | 220002 | São Gonçalo do Piauí       |
| Amarante-Água Branca- Regeneração | 220002 | São Miguel da Baixa Grande |
| Amarante-Água Branca- Regeneração | 220002 | São Pedro do Piauí         |
| Amarante-Água Branca- Regeneração | 220002 | Várzea Grande              |
| Campo Maior                       | 220003 | Assunção do Piauí          |
| Campo Maior                       | 220003 | Boqueirão do Piauí         |
| Campo Maior                       | 220003 | Buriti dos Montes          |
| Campo Maior                       | 220003 | Campo Maior                |
| Campo Maior                       | 220003 | Castelo do Piauí           |
| Campo Maior                       | 220003 | Cocal de Telha             |
| Campo Maior                       | 220003 | Jatobá do Piauí            |
| Campo Maior                       | 220003 | Juazeiro do Piauí          |
| Campo Maior                       | 220003 | Nossa Senhora de Nazaré    |
| Campo Maior                       | 220003 | São João da Serra          |
| Campo Maior                       | 220003 | São Miguel do Tapuio       |
| Campo Maior                       | 220003 | Sigefredo Pacheco          |
| Valença do Piauí                  | 220004 | Aroazes                    |
| Valença do Piauí                  | 220004 | Barra d'Alcântara          |
| Valença do Piauí                  | 220004 | Inhuma                     |
| Valença do Piauí                  | 220004 | Ipiranga do Piauí          |
| Valença do Piauí                  | 220004 | Lagoa do Sítio             |
| Valença do Piauí                  | 220004 | Novo Oriente do Piauí      |
| Valença do Piauí                  | 220004 | Pimenteiras                |
| Valença do Piauí                  | 220004 | Santa Cruz dos Milagres    |
| Valença do Piauí                  | 220004 | Valença do Piauí           |
| Barras                            | 220005 | Barras                     |
| Barras                            | 220005 | Boa Hora                   |
| Barras                            | 220005 | Cabeceiras do Piauí        |
| Barras                            | 220005 | Campo Largo do Piauí       |
| Barras                            | 220005 | Nossa Senhora dos Remédios |
| Barras                            | 220005 | Porto                      |

### Parnaíba
| Região geográfica imediata | Código | Municípios               |
| -------------------------- | ------ | ------------------------ |
| Parnaíba                   | 220006 | Bom Princípio do Piauí   |
| Parnaíba                   | 220006 | Buriti dos Lopes         |
| Parnaíba                   | 220006 | Cajueiro da Praia        |
| Parnaíba                   | 220006 | Caraúbas do Piauí        |
| Parnaíba                   | 220006 | Caxingó                  |
| Parnaíba                   | 220006 | Cocal                    |
| Parnaíba                   | 220006 | Cocal dos Alves          |
| Parnaíba                   | 220006 | Ilha Grande              |
| Parnaíba                   | 220006 | Luís Correia             |
| Parnaíba                   | 220006 | Murici dos Portelas      |
| Parnaíba                   | 220006 | Parnaíba                 |
| Piripiri                   | 220007 | Brasileira               |
| Piripiri                   | 220007 | Capitão de Campos        |
| Piripiri                   | 220007 | Domingos Mourão          |
| Piripiri                   | 220007 | Lagoa de São Francisco   |
| Piripiri                   | 220007 | Milton Brandão           |
| Piripiri                   | 220007 | Pedro II                 |
| Piripiri                   | 220007 | Piracuruca               |
| Piripiri                   | 220007 | Piripiri                 |
| Piripiri                   | 220007 | São João da Fronteira    |
| Piripiri                   | 220007 | São José do Divino       |
| Esperantina                | 220008 | Batalha                  |
| Esperantina                | 220008 | Esperantina              |
| Esperantina                | 220008 | Joaquim Pires            |
| Esperantina                | 220008 | Joca Marques             |
| Esperantina                | 220008 | Luzilândia               |
| Esperantina                | 220008 | Madeiro                  |
| Esperantina                | 220008 | Matias Olímpio           |
| Esperantina                | 220008 | Morro do Chapéu do Piauí |
| Esperantina                | 220008 | São João do Arraial      |

### Picos
| Região geográfica imediata | Código | Municípios                      |
| -------------------------- | ------ | ------------------------------- |
| Picos                      | 220009 | Alagoinha do Piauí              |
| Picos                      | 220009 | Alegrete do Piauí               |
| Picos                      | 220009 | Aroeiras do Itaim               |
| Picos                      | 220009 | Belém do Piauí                  |
| Picos                      | 220009 | Bocaina                         |
| Picos                      | 220009 | Caldeirão Grande do Piauí       |
| Picos                      | 220009 | Campo Grande do Piauí           |
| Picos                      | 220009 | Dom Expedito Lopes              |
| Picos                      | 220009 | Francisco Macedo                |
| Picos                      | 220009 | Francisco Santos                |
| Picos                      | 220009 | Fronteiras                      |
| Picos                      | 220009 | Geminiano                       |
| Picos                      | 220009 | Isaías Coelho                   |
| Picos                      | 220009 | Itainópolis                     |
| Picos                      | 220009 | Jaicós                          |
| Picos                      | 220009 | Marcolândia                     |
| Picos                      | 220009 | Massapê do Piauí                |
| Picos                      | 220009 | Monsenhor Hipólito              |
| Picos                      | 220009 | Padre Marcos                    |
| Picos                      | 220009 | Paquetá                         |
| Picos                      | 220009 | Picos                           |
| Picos                      | 220009 | Pio IX                          |
| Picos                      | 220009 | Santa Cruz do Piauí             |
| Picos                      | 220009 | Santana do Piauí                |
| Picos                      | 220009 | Santo Antônio de Lisboa         |
| Picos                      | 220009 | São João da Canabrava           |
| Picos                      | 220009 | São José do Piauí               |
| Picos                      | 220009 | São Julião                      |
| Picos                      | 220009 | São Luís do Piauí               |
| Picos                      | 220009 | Sussuapara                      |
| Picos                      | 220009 | Vera Mendes                     |
| Picos                      | 220009 | Vila Nova do Piauí              |
| Picos                      | 220009 | Wall Ferraz                     |
| Paulistana                 | 220010 | Acauã                           |
| Paulistana                 | 220010 | Betânia do Piauí                |
| Paulistana                 | 220010 | Caridade do Piauí               |
| Paulistana                 | 220010 | Curral Novo do Piauí            |
| Paulistana                 | 220010 | Jacobina do Piauí               |
| Paulistana                 | 220010 | Patos do Piauí                  |
| Paulistana                 | 220010 | Paulistana                      |
| Paulistana                 | 220010 | Queimada Nova                   |
| Paulistana                 | 220010 | Simões                          |
| Oeiras                     | 220011 | Cajazeiras do Piauí             |
| Oeiras                     | 220011 | Colônia do Piauí                |
| Oeiras                     | 220011 | Floresta do Piauí               |
| Oeiras                     | 220011 | Oeiras                          |
| Oeiras                     | 220011 | Santa Rosa do Piauí             |
| Oeiras                     | 220011 | Santo Inácio do Piauí           |
| Oeiras                     | 220011 | São João da Varjota             |
| Oeiras                     | 220011 | São Miguel do Fidalgo           |
| Oeiras                     | 220011 | Tanque do Piauí                 |
| Simplício Mendes           | 220012 | Bela Vista do Piauí             |
| Simplício Mendes           | 220012 | Campinas do Piauí               |
| Simplício Mendes           | 220012 | Conceição do Canindé            |
| Simplício Mendes           | 220012 | Paes Landim                     |
| Simplício Mendes           | 220012 | São Francisco de Assis do Piauí |
| Simplício Mendes           | 220012 | Simplício Mendes                |
| Simplício Mendes           | 220012 | Socorro do Piauí                |

### São Raimundo Nonato
| Região geográfica imediata | Código | Municípios                |
| -------------------------- | ------ | ------------------------- |
| São Raimundo Nonato        | 220013 | Anísio de Abreu           |
| São Raimundo Nonato        | 220013 | Bonfim do Piauí           |
| São Raimundo Nonato        | 220013 | Caracol                   |
| São Raimundo Nonato        | 220013 | Coronel José Dias         |
| São Raimundo Nonato        | 220013 | Dirceu Arcoverde          |
| São Raimundo Nonato        | 220013 | Dom Inocêncio             |
| São Raimundo Nonato        | 220013 | Fartura do Piauí          |
| São Raimundo Nonato        | 220013 | Guaribas                  |
| São Raimundo Nonato        | 220013 | Jurema                    |
| São Raimundo Nonato        | 220013 | São Braz do Piauí         |
| São Raimundo Nonato        | 220013 | São Lourenço do Piauí     |
| São Raimundo Nonato        | 220013 | São Raimundo Nonato       |
| São Raimundo Nonato        | 220013 | Várzea Branca             |
| São João do Piauí          | 220014 | Campo Alegre do Fidalgo   |
| São João do Piauí          | 220014 | Capitão Gervásio Oliveira |
| São João do Piauí          | 220014 | João Costa                |
| São João do Piauí          | 220014 | Lagoa do Barro do Piauí   |
| São João do Piauí          | 220014 | Nova Santa Rita           |
| São João do Piauí          | 220014 | Pedro Laurentino          |
| São João do Piauí          | 220014 | Ribeira do Piauí          |
| São João do Piauí          | 220014 | São João do Piauí         |

### Corrente-Bom Jesus
| Região geográfica imediata | Código | Municípios              |
| -------------------------- | ------ | ----------------------- |
| Corrente                   | 220015 | Avelino Lopes           |
| Corrente                   | 220015 | Barreiras do Piauí      |
| Corrente                   | 220015 | Corrente                |
| Corrente                   | 220015 | Cristalândia do Piauí   |
| Corrente                   | 220015 | Curimatá                |
| Corrente                   | 220015 | Gilbués                 |
| Corrente                   | 220015 | Júlio Borges            |
| Corrente                   | 220015 | Monte Alegre do Piauí   |
| Corrente                   | 220015 | Morro Cabeça no Tempo   |
| Corrente                   | 220015 | Parnaguá                |
| Corrente                   | 220015 | Riacho Frio             |
| Corrente                   | 220015 | Santa Filomena          |
| Corrente                   | 220015 | São Gonçalo do Gurgueia |
| Corrente                   | 220015 | Sebastião Barros        |
| Bom Jesus                  | 220016 | Alvorada do Gurgueia    |
| Bom Jesus                  | 220016 | Bom Jesus               |
| Bom Jesus                  | 220016 | Colônia do Gurgueia     |
| Bom Jesus                  | 220016 | Cristino Castro         |
| Bom Jesus                  | 220016 | Currais                 |
| Bom Jesus                  | 220016 | Palmeira do Piauí       |
| Bom Jesus                  | 220016 | Redenção do Gurgueia    |
| Bom Jesus                  | 220016 | Santa Luz               |

### Floriano
| Região geográfica imediata | Código | Municípios              |
| -------------------------- | ------ | ----------------------- |
| Floriano                   | 220017 | Arraial                 |
| Floriano                   | 220017 | Canavieira              |
| Floriano                   | 220017 | Floriano                |
| Floriano                   | 220017 | Francisco Ayres         |
| Floriano                   | 220017 | Guadalupe               |
| Floriano                   | 220017 | Itaueira                |
| Floriano                   | 220017 | Jerumenha               |
| Floriano                   | 220017 | Landri Sales            |
| Floriano                   | 220017 | Marcos Parente          |
| Floriano                   | 220017 | Nazaré do Piauí         |
| Floriano                   | 220017 | Porto Alegre do Piauí   |
| Floriano                   | 220017 | São Francisco do Piauí  |
| Floriano                   | 220017 | São José do Peixe       |
| Uruçuí                     | 220018 | Antônio Almeida         |
| Uruçuí                     | 220018 | Baixa Grande do Ribeiro |
| Uruçuí                     | 220018 | Bertolínia              |
| Uruçuí                     | 220018 | Manoel Emídio           |
| Uruçuí                     | 220018 | Ribeiro Gonçalves       |
| Uruçuí                     | 220018 | Sebastião Leal          |
| Uruçuí                     | 220018 | Uruçuí                  |
| Canto do Buriti            | 220019 | Brejo do Piauí          |
| Canto do Buriti            | 220019 | Canto do Buriti         |
| Canto do Buriti            | 220019 | Eliseu Martins          |
| Canto do Buriti            | 220019 | Flores do Piauí         |
| Canto do Buriti            | 220019 | Pajeú do Piauí          |
| Canto do Buriti            | 220019 | Pavussu                 |
| Canto do Buriti            | 220019 | Rio Grande do Piauí     |
| Canto do Buriti            | 220019 | Tamboril do Piauí       |